# وينشستر (فيرجينيا)
وينشستر (بالإنجليزية: Winchester, Virginia)‏ هي مدينة تقع في الولايات المتحدة في فيرجينيا. يقدر عدد سكانها بـ 26,203 نسمة وترتفع عن سطح البحر 221 متر.

## التركيبة السكانية
حدّد مكتب تعداد الولايات المتحدة بيانات التركيبة السكانية لوينشستر في تعداد الولايات المتحدة. في ما يلي، التركيبة السكانية حسب تعدادي 2000 و2010.

### تعداد عام 2000
بلغ عدد سكان وينشستر 23,585 نسمة بحسب تعداد عام 2000، وبلغ عدد الأسر 10,001 أسرة وعدد العائلات 5,649 عائلة مقيمة في المدينة. في حين سجلت الكثافة السكانية 988.5 نسمة لكل كيلومتر مربع (2,560.2/ميل2). وبلغ عدد الوحدات السكنية 10,587 وحدة بمتوسط كثافة قدره 443.7 لكل كيلومتر مربع (1,149.2/ميل2).
وتوزع التركيب العرقي للمدينة بنسبة 82.06% من البيض و10.47% من الأمريكيين الأفارقة و0.24% من الأمريكيين الأصليين و1.59% من الأمريكيين ذوي الأصول الآسيوية و0.03% من سكان جزر المحيط الهادئ و3.46% من الأعراق الأخرى و2.14% من عرقين مختلطين أو أكثر و6.47% من الهسبانيون أو اللاتينيون من أي عرق.
بلغ عدد الأسر 10,001 أسرة كانت نسبة 28.7% منها لديها أطفال تحت سن الثامنة عشر تعيش معهم، وبلغت نسبة الأزواج القاطنين مع بعضهم البعض 40.5% من أصل المجموع الكلي للأسر، ونسبة 11.7% من الأسر كان لديها معيلات من الإناث دون وجود شريك، بينما كانت نسبة 4.3% من الأسر لديها معيلون من الذكور دون وجود شريكة وكانت نسبة 43.5% من غير العائلات. تألفت نسبة 34.4% من أصل جميع الأسر من عدة أفراد يعيشون في نفس المنزل ونسبة 11.8% كانت تتألف من شخص يعيش بمفرده يبلغ من العمر 65 عاماً أو أكثر. وبلغ متوسط حجم الأسرة المعيشية 2.28، أما متوسط حجم العائلات فبلغ 2.93.
بلغ العمر الوسطي للسكان 35.2 عاماً. وكانت نسبة 21.6% من القاطنين تحت سن الثامنة عشر، وكانت نسبة 10.7% بين الثامنة عشر والرابعة والعشرين عاماً، ونسبة 29.6% كانت واقعةً في الفئة العمرية ما بين الخامسة والعشرين والرابعة والأربعين عاماً، ونسبة 20.8% كانت ما بين الخامسة والأربعين والرابعة والستين، ونسبة 14% كانت ضمن فئة الخامسة والستين عاماً فما فوق. يوجد لكل 100 أنثى 94.8 ذكر، ويوجد لكل 100 أنثى في الثامنة عشر من عمرها فما فوق 92.6 ذكر.
بلغ متوسط دخل الأسرة في المدينة 34,335 دولارًا، أما متوسط دخل العائلة فبلغ 44,675 دولارًا. وكان متوسط دخل الذكور 30,013 دولارًا مقابل 24,857 دولارًا للإناث. وسجل دخل الفرد الخاص بالمدينة 20,500 دولارًا. وكانت نسبة 8.1% من العائلات ونسبة 13.2% من السكان تحت خط الفقر، وكان من هؤلاء نسبة 16.7% تحت سن الثامنة عشر ونسبة 6.9% في الخامسة والستين من العمر وما فوق.

### تعداد عام 2010
بلغ عدد سكان وينشستر 26,203 نسمة بحسب تعداد عام 2010، وبلغ عدد الأسر 10,607 أسرة وعدد العائلات 5,957 عائلة مقيمة في المدينة. في حين سجلت الكثافة السكانية 1,098.2 نسمة لكل كيلومتر مربع (2,844.3/ميل2). وبلغ عدد الوحدات السكنية 11,872 وحدة بمتوسط كثافة قدره 497.6 لكل كيلومتر مربع (1,288.8/ميل2).
وتوزع التركيب العرقي للمدينة بنسبة 74.54% من البيض و10.93% من الأمريكيين الأفارقة و0.35% من الأمريكيين الأصليين و2.33% من الأمريكيين ذوي الأصول الآسيوية و0.02% من سكان جزر المحيط الهادئ و8.77% من الأعراق الأخرى و3.05% من عرقين مختلطين أو أكثر و15.42% من الهسبانيون أو اللاتينيون من أي عرق.
بلغ عدد الأسر 10,607 أسرة كانت نسبة 28.9% منها لديها أطفال تحت سن الثامنة عشر تعيش معهم، وبلغت نسبة الأزواج القاطنين مع بعضهم البعض 38.3% من أصل المجموع الكلي للأسر، ونسبة 13% من الأسر كان لديها معيلات من الإناث دون وجود شريك، بينما كانت نسبة 4.9% من الأسر لديها معيلون من الذكور دون وجود شريكة وكانت نسبة 43.8% من غير العائلات. تألفت نسبة 34.3% من أصل جميع الأسر من عدة أفراد يعيشون في نفس المنزل ونسبة 11.8% كانت تتألف من شخص يعيش بمفرده يبلغ من العمر 65 عاماً أو أكثر. وبلغ متوسط حجم الأسرة المعيشية 2.38، أما متوسط حجم العائلات فبلغ 3.06.
بلغ العمر الوسطي للسكان 35.1 عاماً. وكانت نسبة 22.2% من القاطنين تحت سن الثامنة عشر، وكانت نسبة 12.9% بين الثامنة عشر والرابعة والعشرين عاماً، ونسبة 26.7% كانت واقعةً في الفئة العمرية ما بين الخامسة والعشرين والرابعة والأربعين عاماً، ونسبة 24.2% كانت ما بين الخامسة والأربعين والرابعة والستين، ونسبة 14% كانت ضمن فئة الخامسة والستين عاماً فما فوق. وتوزع التركيب الجنسي للسكان بنسبة 49.2% ذكور و50.8% إناث.

## توأمة
لوينشستر (فيرجينيا) اتفاقيات توأمة مع:
- أمباتو

## أعلام
- تشارلز ماجيل كونراد
- توماس دبليو. هاريسون
- ريتشارد إيفلين بيرد
- فرانسيس كورتناي بايلور
- بيتر ماكدونالد
- هولمز كونراد
- بور هاريسون
- باتسي كلاين
- براين بينبن
- جون سميث
- ريك سانتورم